# Yu Quan
Yu Quan (chinois : 羽泉 ; pinyin : Yǔ Quán) est un groupe duettiste de soft rock de la Chine continentale . Il s'est fondé en juin 1998 avec Chen Yufan et Hu Haiquan. Ils sont respectivement originaires de Pékin et de Shenyang . Les deux membres sont nés en 1975, et ils ont été signés avec le distributeur de musique taïwanais Rock Records en 1999. Depuis lors, le duo a publié un total de neuf albums, avec plus de sept millions d'albums vendus. Le duo est très bien reçu en Chine continentale
En 2013, le duo a participé à la première saison de l'émission de télé-réalité chinoise I Am a Singer et a remporté la compétition. Ils ont tenté d'adapter la musique chinoise à leur répertoire pour la rendre accessible à la jeune génération et ont encouragé les jeunes musiciens chinois à se souvenir de la culture musicale chinoise. Ils sont apparus dans l'émission Lets Sing Kids.
Ils sont mentors de l’émission de chansons Sing My Song de 2014 à 2015. À l'automne 2016, ils ont été les juges d'un spectacle musical Sound of My Dream . Le spectacle a eu lieu de novembre 2016 à janvier 2017. Avant la fin du spectacle, Yu Quan a tenu son septième concert consécutif de Noël, Tree New Bee (chinois : 新峰).

## Participation àSinger
Yu Quan a participé à Singer organisé par Hunan Satellite TV en 2014

### Palmarès
| Saison | Première        | Finale        | Vainqueur | Finaliste          | Troisième            |
| ------ | --------------- | ------------- | --------- | ------------------ | -------------------- |
| 1      | 18 janvier 2013 | 12 avril 2013 | Yu Quan   | Terry Lin          | N/A                  |
| 2      | 3 janvier 2014  | 11 avril 2014 | Han Lei   | GEM                | N/A                  |
| 3      | 2 janvier 2015  | 3 avril 2015  | Han Hong  | Li Jian            | The One              |
| 4      | 15 janvier 2016 | 8 avril 2016  | Coco Lee  | Jeff Chang         | Hwang Chi-yeul       |
| 5      | 21 janvier 2017 | 22 avril 2017 | Sandy Lam | Dimash Kudaibergen | Jam Hsiao            |
| 6      | 12 janvier 2018 | 20 avril 2018 | Jessie J  | Hua Chenyu         | Wang Feng            |
| 7      | 11 janvier 2019 | 12 avril 2019 | Liu Huan  | Wu Tsing-Fong      | Super-vocal finalist |

## Carrière

### 1998
En juin, le groupe est constitué, et le 17 novembre, il signe avec la société Rolling Stones (Taiwan).

### 1999
En novembre, il sort son premier album, "The Most Beautiful", assisté du chanteur taïwanais Zhou Huajian .
En décembre, société Rolling Stones (Taiwan) a publié l'album "Je ne peux pas te sentir" sous le nom de "Wild Kid".

### 2000
Le 27 mai, à l' ouverture du grand concert populaire 5.27 (chinois : 工體大型演唱會), le duo s'est produit en avant-première du spectacle de Chyi Chin , de Su Shi, de Zhao Chuan , de Yu Chengqing.
Le duo a sorti le 22 septembre, l'album "Coolly Cool" .

### 2001
Le duo a participé au gala du festival de printemps de CCTV et chantez "Rainbow", et le 25 septembre, son album "Love" est sorti.

### 2002
Le duo a participé à la mélodie de la chanson thème créée par Zhang Yadong pour le film " Metro to Spring "
Le duo produit son single "Journey" pour Shanghai General Motors Sail

### 2003
En avril, l'album "No You Can't Be" est produit par le célèbre producteur de musique taïwanais Jia Minshu et coopère pour la première fois avec le chanteur taïwanais Su Huilun et le groupe Mayday.
Le duo a contribué à la production de l 'album solo "Love Normandy" de Huang Zheng , crée "Love Normandy" et chante "Run" avec Huang Zheng.
Le duo a organisé le grand concert, de 大型 à Shanghai,

### 2004
Le duo a organisé un grand concert à Shenyang, et il a tenu le concert "Mai rouge" au gymnase de la capitale de Pékin
Le 9 juin 2004 , il a participé au transfert de la flamme olympique d’Athènes vers Pékin.

### 2005
En mars, l'album "2003-2004 Yu Quanquan Tour Concert" est sorti.
Le 5 juillet, le cinquième album "Thirty" est sorti dans l'année, et une grande conférence en plein air et le premier chanteur de l'album ont eu lieu au Shunyi Green Horse Club à Beijing. Cet album est produit par le célèbre musicien taïwanais Zhong Xingmin, qui introduit de nombreux éléments de la musique folklorique chinoise dans un style assez différent du précédent.

### 2006
Les 4 et 5 mai, il a joué un " Concert symphonique de mélodie d'or Teng Lijun " avec Zhang Yuying et Black Duck , et a sorti un album de concerts live LIVE en août.
Le 7 décembre, le 6ème album "Friends Difficult" est sorti.

### 2007
Le 28 octobre, a eu lieu un concert en or de dix ans à Beijing
Le 22 décembre, concert MTV Unplugged à Shanghai
Le 28 décembre, sort l'album live "10 et 1/2 années d'or du concert des années d'or"
Le 31 décembre, au Stade des travailleurs de Pékin , un concert sur la couverture du nouvel an «Bonne année rouge à Pékin» a eu lieu.

### 2008
En 2008, ils ont participé, avec des dizaines d'autres artistes de toutes les régions de la Chine , à la chanson thème des Jeux olympiques de Beijing Les Jeux olympiques d'été de 2008, Jeux de la XXIXe Olympiade de l’ère moderne, ont eu lieu à Pékin. Le 6 mai, présence fut remarquée à la station de la flamme olympique de Haikou à Pékin où ils chantèrent " Beijing Welcomes You ", "Celebrate for Life", "Stand Up", "La légende du feu sacré" et de nombreuses autres chansons olympiques.
Le groupe effectue la tenue d'une tournée en concerts dans cinq villes à Shanghai, Zhengzhou, Nanjing, Tianjin et Wuhan.

### 2009
En juillet, le duo sort son septième album sorti, "Tout le monde a une plume dans le coeur"
En août, le duo a été invité à Okinawa, au Japon, pour une visite d'une semaine à la «Culture originale» et a échangé avec des musiciens locaux.
Le 17 novembre, en présence du président chinois Hu Jintao le duo s'est produit lors du banquet de bienvenue organisé dans la Grande Salle du Peuple par le président américain Barack Obama. Il a chanté la chanson américaine "C'est comme ça que les amis s'entendent" et les Jeux olympiques de Beijing avec la chorale d'étudiants des universités chinoise et américaine. La chanson thème "Me and You".
Le groupe quitte Huayi Brothers (chinois simplifié : 華誼兄弟 ; pinyin : Huayì Xiongdi Chuanmei Gufen Youxian Gongsi) est une multinationale chinoise de divertissement, active dans le cinéma, la télévision, la gestion de carrière artistique et la musique, fondée à Pékin par les frères Wang Zhongjun et Wang Zhonglei en 1994.
Il se tourne vers une nouvelle société "Master Culture"

### 2010
En juin, il a sorti le single "La bataille de la rivière Nu". C'est la chanson thème du nouveau livre du même nom, Nanpai Sanshu. Le CD simple est inclus avec le livre.
En septembre, la nouvelle chanson "Moonlight" est sortie. Le 20 septembre, Yu Quan a terminé le clip vidéo de la chanson en 24 heures et l'a diffusée sur Internet via Weibo. La créativité du MV se reflète dans le souci et la préoccupation pour la vie des gens ordinaires. Lors du tournage MV, Yu Quan a non seulement aidé la famille handicapée de trois personnes à vendre "la natation" pour vendre des chaussettes le long de la rue, mais s'est aussi personnellement rendu chez un vieux couple pour les aider à réaliser leur souhait.
En novembre, il a publié une nouvelle chanson, "Ma jeunesse, ma ville" et a lancé une campagne "One Song, One Story" afin de recueillir les histoires de jeunesse de gens ordinaires.
Le 24 décembre, un concert de la veille de Noël a eu lieu au North Exhibition Theatre . Lors du concert, un certain nombre de sessions touchantes ont été organisées et la femme aveugle Chen Yan a été invitée à jouer ensemble la "Feuille". De nombreux fans sont également venus sur la scène pour proposer le mariage, de sorte que le concert n'ait pas achevé le titre prévu à la fin du délai imparti.

### 2011
En avril, le huitième album "@" est sorti. Le nom de l'album a été créé par Weibo et comprenait 12 chansons, dont la plupart étaient des singles publiés antérieurement.
Du 10 avril au 11 mai, 11 concerts «@ 你 马扎 & Bench» ont eu lieu dans tout le pays.
Le 24 décembre, le concert "Upward Life Road" s'est tenu au stade des travailleurs de Pékin .
2012
Le 24 décembre, un concert "ensemble" a eu lieu au Capital Gymnasium .

### 2013
Le 18 janvier, le groupe participe à la première session de l'émission Singer produite par la télévision centrale de Chine Hunan Télévision,(chinois simplifié : 湖南卫视 ; pinyin : Húnán Wèishì), une chaîne de télévision privée de la Chine appartenant au groupe HBS (Hunan Brodcasting System) et il y a remporté la première place du championnat.
Le 4 mai, le concert de la série "Combinaison" du quinzième anniversaire s'est tenu au Centre culturel Mercedes-Benz de Shanghai.
Le 18 mai, tenue cinquième anniversaire de l' Action de grâces aucours de laquelle le Poly Theatre de Pékin, remerciera les artistes Feng Xiaogang , Mai Li , Huang Zhen , Chen , Jennifer Li et d' autres vedettes à rejoindre la collectivité.
Le 20 juillet, le quinzième anniversaire de la sortie de l'album de reconstitution "Wuwu", bien que le marché du CD ait soit en récession les ventes ont dépassé les 10 000 dès la première semaine de la sortie .
Le 18 novembre, une conférence de presse a eu lieu à Pékin pour la sortie de leur neuvième album "Regeneration" , avec un nouveau livre "Counter-Upstream" enregistrant l'histoire de la musique du groupe. Lors de cette manifestation une présentation des produits de la marque "Yuquan" (audio, montres, bijoux, cosmétiques) fut faite.
Le 24 décembre, le groupe organise le concert "La vie est un jeu" qui s'est tenu au stade des travailleurs de Pékin .

### 2014
Le 13 janvier, les albums "Regeneration" et "Tianwu" sont sortis à Taiwan et une publicité de 9 jours a eu lieu à Taiwan du 12 au 20 janvier.
Le 24 décembre, un concert "Dare to Love" a eu lieu au stade des travailleurs de Beijing .

### 2015
A rejoint la deuxième saison de " China's Good Songs ", succédant à Yang Kun en tant que mentor.

## Studio album
| No. | Titre en français              | Titre en chinois       | Réalisés         | Notes |
| --- | ------------------------------ | ---------------------- | ---------------- | ----- |
| 1   | Le plus beau                   | 最美                   | 10 November 1999 |       |
| 2   | Froid pour toujours            | 冷酷到底               | 2000             |       |
| 3   | Ardemment amoureux             | 热爱                   | 2001             |       |
| 4   | Je ne peux pas vivre sans toi  | 没你不行               | 2003             |       |
| 5   | 30                             | 三十                   | 2005             |       |
| 6   | Friends are Difficult          | 朋友难当               | 2006             |       |
| 7   | Chacun a Yu Quan dans son cœur | 每个人心中都有一个羽泉 | 2009             |       |
| 8   | @Moi-même                      | @自己                  | 2011             |       |
| 9   | Régénération                   | 再生                   | 2013             |       |
| 10  | Oser aimer                     | 敢爱                   | 2014             |       |
| 11  | Insatisfait                    | 不服                   | 2015             |       |